# Феодор Присциан
Феодор Присциан (IV — V века) — древнеримский медик, личный врач императоров Аркадия и Феодосия II.

## Биография
Сведений о личной жизни Феодора мало. Он жил в Константинополе. Вероятно перебрался сюда при императора Феодосии I. Учился у известного в свое время врача Виндициана. Впоследствии Присциан становится архиатером (то есть личным врачом) императора Аркадия. Феодор Присциан принадлежал к эмпирической школе в медицине, хотя в его творчестве заметны влияния методической и догматической школ.

## Творчество
Присциан известным прежде всего своим трудом «Медицинские вопросы», которая была выпущена в 408 году и состояла из 4 книг. Она написана на латыни. В первой книге предоставляются определения внешних заболеваний, вторая книга посвящена внутренним болезням, третья — женским заболеванием, четвертая — физиологии. Присциан в предисловии выступает против споров врачей возле кровати больного, против их зависимости от зарубежных средств лечения. Он отдаёт предпочтение именно родным, римским средствам и методам лечения. В то же время в трудах Феодора много уделено лечению болезней при помощи лекарственных трав, также уделяется внимание противоядиям.
Впервые произведение Феодора Присциана напечатано в 1532 году в Страсбурге.